# .25-21 Stevens
El .25-21 Stevens fue un cartucho de rifle de fuego central estadounidense diseñado por el Capitán WL Carpenter de la 9.ª Infantería del Ejército de los Estados Unidos en 1897.
Su diseño se basó en el casquillo del .25-25 Stevens y fue el segundo cartucho de casquillo recto de Stevens (después del .25-25) para ser usado en la carabina Modelo 44 y Modelo 44 1/.2, que salieron a la venta por primera vez en el 1903. Además, estuvo disponible en el rifle de tiro deportivo Remington-Hepburn.
El .25-21 fue superado por el .25-20 Winchester y el .32-20 Winchester, mientras que hoy en día, incluso los cartuchos modernos de arma corta como el .38 Super ofrecen un rendimiento superior.